# Martos
Martos – miasto w Andaluzji (Hiszpania), nieopodal Jaén, liczące około 25 tys. mieszkańców.